# Espectro livre
Espectro livre ou espectro aberto é uma política publica que defende a liberação de faixas do espectro eletromagnético para uso livre e sem a necessidade de licenciamento prévio. A partir de um entendimento do ar e do espectro como bens comuns, esta iniciativa defende o compartilhamento do espectro e seu uso livre para transmissão de todos os tipos de dados. Defensores de um modelo comum do espectro livre advogam que todo o espectro seja compartilhado e que as pessoas sejam capazes de comunicarem entre si através de dispositivos inteligentes habilitados a atuar sob o nível de energia, frequência e mecanismos mais eficazes. Argentina e Equador adotaram recentemente novos modelos de gestão do espectro eletromagnético, redividindo as concessões de uso de modo a assegurar espaços abertos ou de uso comunitário. Em 2010, a Argentina sancionou a Lei de Serviços de Comunicação Audiovisual n° 26.522/09 que substituiu o antigo e autoritário Decreto-lei n° 22.285, sancionado em 1980 pela última ditadura militar argentina. A nova lei representa uma avanço na regulação democrática da comunicação, sendo o principal ato a ser destacado, até então inédito no mundo, é a reserva de 33% de todo o espectro eletromagnético a organizações sem fins lucrativos. Nos Estados Unidos, Lawarence Lessig e Robert Horvitz são um dos defensores do movimento, conhecido como open spectrum. Apesar de em alguns momentos coincidirem, tais propostas nem sempre são as mesmas daquelas dos defensores do espectro livre.

## Definição
De acordo com uma das definições, o "espectro aberto" baseia-se na ideia de que a tecnologia pode reduzir ou mesmo eliminar a necessidade dos governos micro-gerenciarem as comunicações sem fio. Em diferentes contextos, pode ser interpretado como:
- um ideal de liberdade no uso de radiofrequências;
- uma crítica à gestão tradicional do espectro;
- uma proposta decorrente de tendências em design de rádio;

Por quase um século, os governos têm imposto limites ao uso do rádio: quem pode transmitir ou receber, em que frequências e formas de onda, com que potência, em quais localidades, com que finalidades. As licenças resumem essas restrições para usuários ou "estações" específicas. O controle do Estado no uso de rádio vai muito além do que é aceito em outros meios de comunicação (fala, texto, fotografia, Internet, etc.). A maioria das pessoas ainda aceita as regras estritas para o rádio porque se acredita que são necessárias para evitar o caos e interferência. No entanto, ao contrário do que se acredita, espectro livre não significa desregulamentar todas as faixas de frequência, mas de constituir uma nova regulamentação ― a princípio, de modo não-exclusivo e complementar ao sistema atual, que seja capaz de preservar o espectro como um bem comum.

### Espectro livre vsopen spectrum
Lawrence Lessig afirma que espectro livre e a noção de espectro aberto (open spectrum) trata-se de grupos muito diferentes, ainda que compartilhem uma crença de que o espectro deve ser gerido de forma diferente. As diferenças entre eles se resumem a sua atitude sobre a escassez do espectro. Para Lessig, quando usado corretamente é mais provável que o espectro seja, em essência, ilimitado.
Por outro lado, o cientista da computação Silvio Rhatto enfatiza a distinção entre espectro livre e espectro aberto sob outra perspectiva:
"O espectro aberto em uma concepção técnica prevê um rádio cognitivo, ou seja, um rádio que seja esperto o suficiente para achar as melhores frequências de transmissão, para identificar outros rádios que estão transmitindo. Isso é um lado técnico, mas se você levar o princípio do open spectrum para o limite mercadológico, o que teremos é este "uso racional, eficiente e automático de concessões" ― Silvio Rhatto, 2013.
Ou seja, no limite, o espectro aberto poderia levar a uma generalização de um modelo de negócio baseado na subconcessão automatizada do espectro, mediante pagamentos computacionais. Preocupando-se menos com o surgimento de novos modelos de negócios e mais com a comunicação como direito fundamental de todos e todas, os defensores do espectro livre concebendo o espectro como um bem comum.

### Alocação dinâmica do espectro
Durante os últimos 20 anos, rádio mais inteligentes foram desenvolvidos, o que tem trazido progressos significativos na solução de problemas que antes exigiam a intervenção do governo. Telefones sem fio podem mapear automaticamente a banda para selecionar um canal livre. As redes celulares GSM podem ser alocadas dinamicamente quando as frequências celulares estão habilitadas, e definir os níveis de sinal ao mínimo necessário para a conexão adequada. Receptores inteligentes podem separar os sinais codificados de forma diferente, mesmo quando ocupam o mesmo canal. Os rádios inteligentes tendem a combinar a facilidade de uso com melhor qualidade e suporte para novas aplicações. A combinação destas características tem estimulado um grande crescimento na demanda por dispositivos sem fio. A disseminação desses dispositivos melhora significativamente o desempenho econômico, a produtividade, a segurança pessoal, a conveniência e a coesão social.
Mas a explosão da tecnologia sem fio também mostra que os regulamentos destinados a proteger o equipamento de rádio "tolo" de interferência cria uma escassez artificial de frequências. Estudos recentes demonstraram que as atribuições de frequência estática podem resultar em valores de utilização de banda de apenas 5-10%. Alguns especialistas em rádio começaram a se preocupar com isso em meados dos anos 90, abrindo caminho para o open spectrum surgir como um modelo alternativo de gestão do espectro. Eli Noam, Yochai Benkler, Dave Hughes e Kevin Werbach estavam entre os primeiros a argumentar em defesa do Espectro Aberto como uma opção política séria. Mas o que motivou esse desenvolvimento foi a decisão tomada pela Comissão Federal de Comunicação dos Estados Unidos, em 1985, autorizando o uso de novas tecnologias de comunicação nas bandas para dispositivos "Industriais, Científicos e Médicos" (ISM), sem licença, que deram início a esta evolução.

## A regulamentação de uso do espectro eletromagnético
A comunicação nas bandas ISM deve tolerar interferência. Isto contrasta com a gestão do espectro tradicional, em que o objetivo é evitar interferências. A proteção contra interferência normalmente é alcançada através da proibição de outros transmissores em usar um canal restrito (para uso somente com licença) dentro de uma zona de proteção geográfica. No entanto, o Wi-Fi, uma tecnologia desenvolvida para as bandas ISM, mostrou que um grande número de pessoas pode compartilhar a banda, sem haver canais atribuídos especificamente, se todos utilizam baixo consumo de energia e as formas de onda projetadas para minimizar os efeitos de interferência. Sem zona de proteção, não há justificativa técnica para licenciar Wi-Fi. Na verdade, como evidenciado em nossa pesquisa global, a maioria dos países não impõe atualmente nenhum licenciamento de tecnologias Wi-Fi.
O Wi-Fi é frequentemente citado como prova de conceito do espectro aberto, dando validade ao "commons sem licença" como um paradigma prático para gestão de frequências. É por isso que estamos nos concentrando na remoção de licenças do Wi-Fi como uma medida para promover a harmonização regulatória para começar o caminho do acesso livre e público ao rádio. No entanto, também deve ser notado que Espectro Aberto é um conceito muito mais amplo do que o Wi-Fi. Além disso, o Wi-Fi funciona bem para a ampla aceitação do padrão IEEE 802.11b, e porque os processos obrigatórios de "aprovação do modelo" (em que os órgãos reguladores aprovam a venda e o uso irrestrito de equipamentos que estiverem de acordo com determinados parâmetros, particularmente sobre a energia de radiação e a frequência de utilização). Portanto, sem licença não é o mesmo que não regulamentado. Adeptos do espectro aberto parecem estar divididos por esta distinção, alguns são a favor da completa desregulação, enquanto outros aderem ao modelo de aprovação do modelo como preferível ao licenciamento.
O acesso não autorizado a bandas licenciadas é outro assunto problemático. Os sinais de banda ultralarga (UWB), por exemplo, podem ser usados em potências muito baixas ― de fato, abaixo do que já é permitido para emissões UWB involuntárias ―, tanto é assim que, na verdade, a maioria das pessoas acredita que interferências UWB sobre serviços licenciados são impossíveis. Por outro lado, alguns licenciados, que pagaram milhões de dólares para as suas frequências, não querem que os outros tenham a possibilidade de usar as mesmas frequências sem pagar. Uma abordagem diferente é a do "rádio cognitivo". Dispositivos cognitivos reconhecem a presença de outros sinais em seu ambiente, resintonizando rapidamente para canais gratuitos e desocupando o canal quando o licenciado primário começar a usá-lo. Na realidade, um acesso dinâmico e oportuno como este poderia favorecer a utilização da banda em níveis muito elevados. Porém, muito se debate sobre o risco de interferência de rádios cognitivos. Esta é uma questão que requer mais testes em uma ampla variedade de condições. No entanto, a abertura de uma banda licenciada para compartilhar o uso com equipamentos não licenciados é mais fácil que limpar uma banda para usuários licenciados. Para defensores do espectro aberto, esta é uma alternativa importante.

## Implicações para a radioastronomia
Serviços "passivos" de rádio, como radioastronomia e downlinks de satélites representam um problema especial. As estações terrestres não emitem sinais que podem ser detectados por rádios cognitivos e estes têm que ser capazes de receber sinais muito fracos sem interferência. É possível que as bandas para os serviços passivos precisem de ser protegidas, tais como reservas naturais e, portanto, excluídas do uso não autorizado. Para nós, isso não seria um problema, mas outros defensores espectro aberto acreditam que todas as bandas de rádio deve ser commons sem licença reguladas apenas por "regras mínimas necessárias para permitir o sucesso do commons sem fio".
Apesar dos problemas e riscos, algumas pessoas acreditam que a tecnologia wireless está evoluindo inevitavelmente em direção a um futuro em que as formas tradicionais de regulação serão impossíveis. Bilhões de etiquetas de identificação por radiofrequências (sigla RFID) estarão se espalhando por todo o mundo na próxima década; e serão tão difíceis de controlar como uma epidemia. Outro desafio é o de "rádio controlado por software". Mais e mais funções de rádio que eram executadas no hardware podem ser implementadas em software no futuro. Se este software é de código aberto, ou pode ser modificado ou substituído depois de ser adquirido, o processo de "modelo aprovado" vai cair.

#### Dificuldades da radioastronomia
Os astrônomos usam muitos radiotelescópios para observar objetos como pulsares em nossa própria galáxia e em radiogaláxias distantes até cerca de metade da distância da esfera observável de nosso Universo. O uso de radiofrequências para a comunicação gera poluição do ponto de vista dos astrônomos, na melhor das hipóteses, criando ruído ou, na pior, cegando totalmente a comunidade astronômica para certos tipos de observações de objetos muito tênues. À medida que mais e mais frequências são usadas para comunicação, as observações astronômicas se tornam cada vez mais difíceis.
O compartilhamento de bandas de frequência com serviços ativos é difícil, e geralmente é possível compartilhar apenas quando não há linha de visão direta entre uma antena e um transmissor na mesma banda. Um outro problema é colocado pelas emissões indesejadas que afetam uma banda de radioastronomia por serviços ativos operando em outras bandas. Isso se torna mais problemático à medida que o uso de técnicas de modulaçao digital de banda larga, banda ultralarga e espectro de dispersão continuam a aumentar. O uso extensivo de dispositivos sem fio não licenciado, por exemplo, smartphones, tablets ou laptops que podem ser facilmente transportados às proximidades de um radiotelescópio agrava ainda mais esse problema. Por casua desta potencial ameaça à radioastronomia, a mera preservação das alocações não é suficiente para garantir observações radioastronômicas sem interferência.
As negociações para defender as partes do espectro mais úteis para a observação do Universo são realizadas principalmente pela comunidade astronômica internacional, como um esforço comunitário de base, coordenado no Comitê Científico de Alocação de Frequências para Radioastronomia e Ciência Espacial.